# 白浜エクスプレス大阪号
白浜エクスプレス大阪号（しらはまエクスプレスおおさかごう）は、大阪府大阪市北区と和歌山県西牟婁郡白浜町との間を結ぶ昼行高速バスである。明光バスと西日本JRバスが運行している。

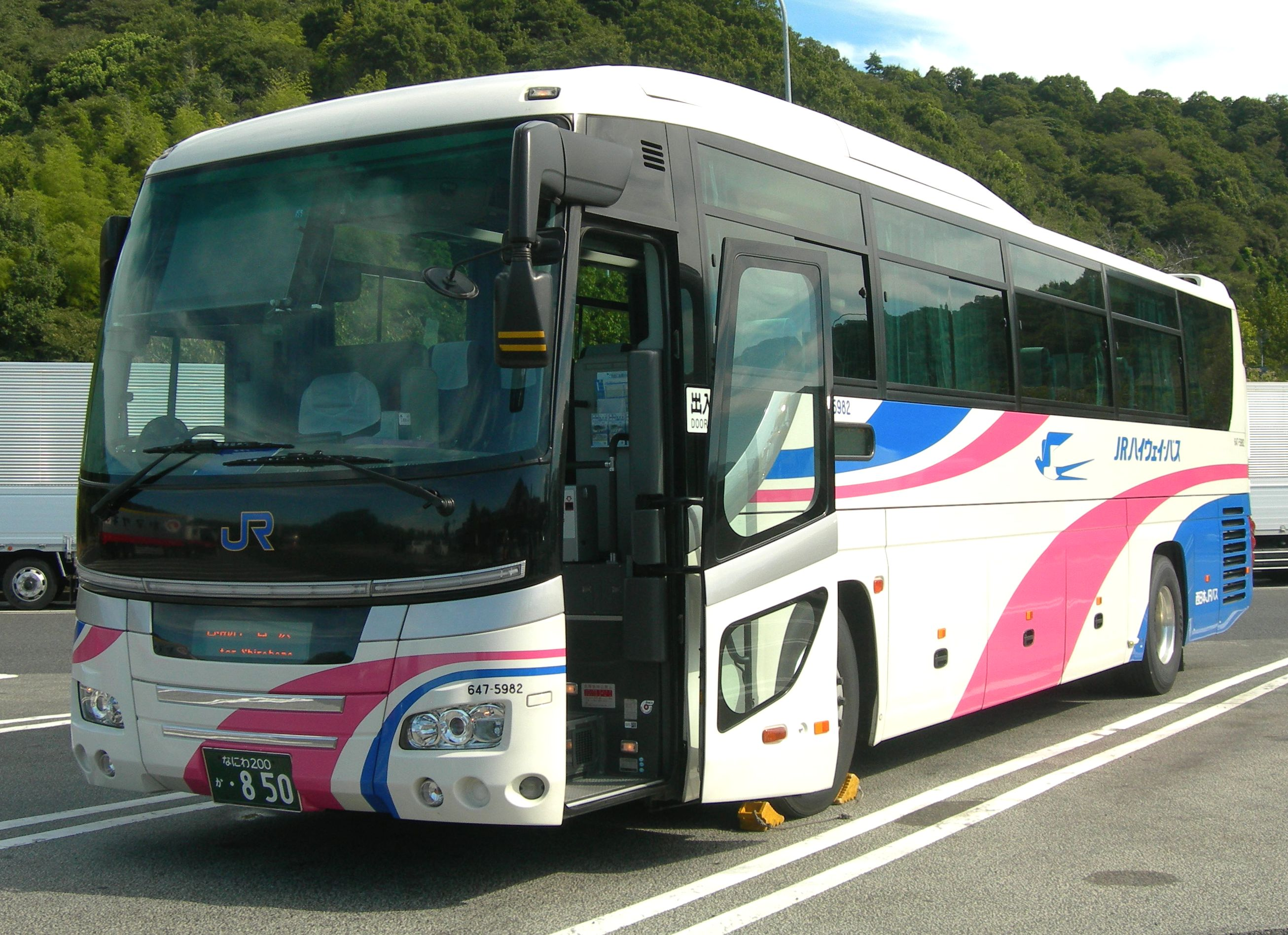
白浜エクスプレス大阪号（西日本JRバス）

全席指定制のため、乗車には事前の予約が必要。
かつて設定されていた便名コードは450xx。

## 運行経路
ユニバーサル・スタジオ・ジャパン (USJ)※ - 大阪駅JR高速バスターミナル (01)  - 湊町バスターミナル (OCAT) (02) - りんくうタウン駅※⇔ 印南 (24) - みなべ役場前 (03) - 芳養駅前 (22) - 田辺市役所前（文化会館前） (05) - 田辺駅前 (06) - つぶり坂 (20) - 滝内 - とれとれ市場前 (09) - 古賀浦 (10) - 白浜桟橋 (11) - 白浜バスセンター (12) - 湯崎 (13) - 新湯崎 (14) - 千畳口 (23) - 三段壁 (15) - 南紀白浜空港 - エクシブ白浜 (16)  - アドベンチャーワールド (17)※
- 大阪府内のみ、和歌山県内のみの利用はできない。
- 全便紀ノ川サービスエリアで休憩する。
- カッコ内の数字は駅コード（現在は設定されていない）。

※ユニバーサル・スタジオ・ジャパン (USJ) 発着となるのは、下り117(土日は317)号・19号、上り2号・4号（この4号は南紀白浜空港発着）。
※りんくうタウン駅を経由するのは、下り105号・107号・115号・117号、上り106号・108号・114号・116号（平日のみ）。
※下り113号・115(土日は315)号はエクシブ白浜終着。下り117(土日は317)号・19号は南紀白浜空港終着。上り2号・4号は南紀白浜空港始発。

## 運行会社
- 西日本ジェイアールバス（大阪高速管理所）
- 明光バス（白浜営業所）
  - 明光バスでは愛称はなく、正式路線名である「白浜 - 大阪線」で案内している。

## 運行回数
- 1日9往復。そのうち4往復が西日本JRバス、5往復を明光バスが運行している[1][2]。
- 多客期には「パンダ白浜エクスプレス号」として183号、86号の1往復が増便される。担当は明光バス。運行経路が定期便とは異なり、下り183号は「田辺駅前」の次に「アドベンチャーワールド」に停車し、定期便の上りと同じ経路で運行され、終着は「とれとれ市場前」になる。上り86号は「エクシブ白浜」発で「アドベンチャーワールド」を経由せず、定期便の下りと同じ経路で運行され、「古賀浦」の次に「アドベンチャーワールド」、「田辺駅前」の順に停車する。両便ともに「田辺駅前」⇔「湊町バスターミナル」の間では停車する停留所はない。

## 車両
- トイレ付き4列シート車両で運行。明光バス担当便ではWi-Fiサービスを提供している。

## 沿革
- 2002年（平成14年）7月18日 - 明光バスの単独運行（1日3往復）で運行開始。
- 2003年（平成15年）7月1日 - 西日本JRバスが参入し共同運行開始。1日4往復に増便。
- 2004年（平成16年）7月16日 - 1日6往復に増便。
- 2006年（平成18年）7月1日 - 1日8往復に増便。
- 2009年（平成21年）
  - 7月17日 - 1日10往復に増便。「望洋台」・「つぶり坂」（一部便のみ停車）各バス停を新設。
  - 9月30日 - 「シティプラザホテル前」（オーシティ前）・「西牟婁総合庁舎前」（上宝地谷）各バス停はこの日の最終便をもって廃止。
- 2010年（平成22年）12月9日 - 「芳養駅前」・「千畳口」各バス停を新設。
- 2011年（平成23年）11月18日 - 「印南」バス停を新設[3]。
- 2013年（平成25年）7月20日 - ダイヤ改正および運賃改定、早割4・早割15の制度を廃止。
- 2014年（平成26年）
  - 7月31日 - この日より同年8月28日まで、夏期特別便（2往復。うち1往復は速達便）を運行[4]
  - 10月18日 - 一部便をUSJへ延伸。
- 2015年（平成27年）4月20日 - この日より一部便がりんくうタウン駅に停車（平日のみ）[5]。
- 2016年（平成28年）7月23日 - この日より同年8月24日まで、夏期特別便（2往復。うち1往復は速達便）を運行[6]。
- 2017年（平成29年）12月22日 - 「滝内」バス停を新設[7]。
- 2019年（平成31年）4月1日 - 「南紀白浜空港」バス停を新設。一日9往復に減便。
- 2022年（令和4年）10月1日 - 新たに2往復が「りんくうタウン駅」に停車[8]。運賃改定。

## 利用状況
料金は、しばらくは白浜 - 大阪間が往復5,000円、田辺 - 大阪間が4,800円で、割安感が人気を呼び増便を繰り返してきた。2013年7月より運賃改定があり、白浜 - 大阪間が往復5,500円、田辺 - 大阪間が5,300円、みなべ・印南 - 大阪間が4,900円となった。新聞報道によると、午前中一番の便で大阪に行き、最終便で戻る日帰りの人が多く、日曜日はほとんど満席の状態である。ゴールデンウイークや夏休み、お盆には増便することもある。春休みや夏休みは、大阪から観光で来る利用者が多いが、そのほかの時期は田辺市やみなべ町からの利用者が多く、7割近くが大阪へ遊びに出掛ける人で、若い女性の買い物客の姿も目立つという。2022年10月の運賃改定で、白浜 - 大阪間が往復5,900円、田辺 - 大阪間が5,700円、みなべ・印南 - 大阪間が5,300円となっている。
別の新聞報道によると、当初は観光客の誘致を目的として開設されたが、運行開始後は地元の利用者が多く、2006年度は1年間で12万人が利用したとのことである。利用客の要望により、2007年7月20日からは神戸発着便（白浜エクスプレス神戸号2009年9月30日の運行をもって廃止)、2007年9月14日からは和歌山発着便（明光バスと和歌山バスの2社共同運行、2016年3月25日をもって路線廃止）、2011年2月からは京都駅（八条口）発着便（白浜ブルースカイ号。こちらは近鉄バスと明光バスの共同運行であったが、2022年2月1日をもって路線廃止）も運行されていた。
これに対し、同区間で特急「くろしお」、「オーシャンアロー」などを運行するJR西日本は2004年10月から往復割引切符の発売を始め、対抗している。

## その他
- 毎年8月8日はヤーヤー祭り開催、10月第一土曜・日曜日は弁慶祭り開催のため、周辺は交通規制となり田辺市役所前（文化会館前）のバス停は利用できなくなる。
- 毎年7月30日と8月10日は白浜花火大会が開催されるため、周辺は交通規制となり、白浜バスセンター - アドベンチャーワールド（又は、エクシブ白浜）のバス停は利用できなくなる。